# كريستيان بانك (لاعب كرة قدم)
كريستيان بانك (بالدنماركية: Christian Bank)‏ هو لاعب كرة قدم دنماركي، ولد في 25 أبريل 1974. لعب مع نادي مالمو.

## وصلات خارجية
- كريستيان بانك على موقع قاعدة بيانات كرة القدم.إي يو (الإنجليزية)